# Hermitikus mátrix
A lineáris algebrában a hermitikus mátrix, Hermite-mátrix vagy ritkábban ermitikus mátrix olyan komplex négyzetes mátrix, amely egyenlő konjugált transzponált mátrixával, vagyis minden i és j index esetén igaz, hogy az i-edik sorban és j-edik oszlopban lévő elem egyenlő a j-ik sorban és i-edik oszlopban lévő elem komplex konjugáltjával, azaz {\textstyle a_{i,j}={\overline {a_{j,i}}},\forall \,i,j\in \left[1,n\right]}; vagy az A* konjugált transzponálttal jelölve: {\displaystyle A=A^{*}}.
Egy Hermite-mátrix például: {\displaystyle {\begin{bmatrix}3&2+i\\2-i&1\end{bmatrix}}}.
A főátló elemei szükségszerűen valós számok. A valós szimmetrikus mátrix a Hermite-mátrix speciális esete.

## Tulajdonságok
A hermitikus mátrixok normális mátrixok, azaz teljesül rájuk az {\displaystyle A^{*}A=AA^{*}} összefüggés. A véges dimenziós spektrálelmélet szerint ezért diagonális mátrixszá transzformálhatók: {\displaystyle D=U^{*}AU}, ahol U unitér. Az így kapott D átlós mátrixok valósak – ez azt jelenti, hogy sajátértékeik valós számok, és sajátvektoraik valós vektorok. Sőt, ha A hermitikus, akkor a különböző sajátértékeihez tartozó sajátvektorai ortogonálisak: van egy ortonormált bázis A sajátvektoraiból.
Két Hermite-mátrix összege is Hermite-mátrix, és egy invertálható Hermite-mátrix inverze is hermitikus. A szorzatuk viszont csak akkor lesz hermitikus, ha felcserélhetők; ezért An hermitikus, ha A is az, és n pozitív egész. Az n×n-es hermitikus mátrixok vektorteret alkotnak a valós számok fölött, de a komplex számok fölött nem. E vektortér dimenziója n² (egy szabadsági fok a főátlón levő minden egyes szám és kettő minden egyes átló fölött levő szám miatt).
Ha egy hermitikus mátrix sajátértékei mind pozitívak, akkor a mátrix pozitív definit; ha nemnegatívak, akkor pozitív szemidefinit (ekkor a nulla is lehet sajátérték). Hasonlóan definiálják a negatív definit és negatív szemidefinit mátrixokat. Ha pozitív és negatív sajátértékei egyaránt vannak, akkor azt mondjuk, hogy a mátrix indefinit.